# Brka (rijeka)
Brka je rijeka u Bosni i Hercegovini.
Brka izvire ispod planine Majevice, a u Brčkom se ulijeva u rijeku Savu. Zbog toga u rijeci postoji nekoliko ribljih vrsta. Preko rijeke prelazi nekoliko mostova, a duga je oko 30 kilometara.
Površina porječja Brke je 233,52 km².